# Baba Stana, Loveci
Baba Stana (în bulgară Баба Стана) este un sat în comuna Troian, regiunea Loveci,  Bulgaria. 

## Demografie
Componența etnică a satului Baba Stana
     Turci (37,5%)
     Bulgari (62,5%)
     Nicio identificare (0%)
     Altele (0%)
La recensământul din 2011, populația satului Baba Stana era de 8 locuitori. Din punct de vedere etnic, majoritatea locuitorilor (62,5%) erau bulgari, cu o minoritate de turci (37,5%). Pentru 0,0% din locuitori nu este cunoscută apartenența etnică.